# Parasemia ypsilon
Parasemia ypsilon är en fjärilsart som beskrevs av Francois Jules Pictet de la Rive 1939. Parasemia ypsilon ingår i släktet Parasemia och familjen björnspinnare. Inga underarter finns listade i Catalogue of Life.